# Mīānrūdān
Mīānrūdān (persiska: میانرودان, Mīān Rūdān) är en ort i Iran.   Den ligger i provinsen Khuzestan, i den centrala delen av landet, 400 km sydväst om huvudstaden Teheran. Mīānrūdān ligger 482 meter över havet och antalet invånare är 9 199.
Terrängen runt Mīānrūdān är kuperad åt nordväst, men åt sydost är den platt.Runt Mīānrūdān är det ganska glesbefolkat, med 48 invånare per kvadratkilometer. Närmaste större samhälle är Dasht-e Lati, 15,7 km söder om Mīānrūdān. Omgivningarna runt Mīānrūdān är i huvudsak ett öppet busklandskap.